# Erminio Rovida
Erminio Rovida (Battuda, 7 settembre 1885 – Desenzano del Garda, 15 maggio 1970) è stato un generale italiano durante la seconda guerra mondiale.

## Biografia
Nacque a Torradello, frazione di Battuda, in provincia di Pavia, il 7 settembre 1885, figlio del fittabile Angelo Rovida e di Adalgisa Nascimbene. Entrò giovanissimo, nel 1907, nella Regia Accademia Militare di Fanteria e Cavalleria di Modena, uscendone il 19 settembre 1909 con il grado di sottotenente assegnato all'arma di fanteria. Partecipò alla guerra italo-turca in qualità di tenente del 79º Reggimento fanteria "Roma", e alla prima guerra mondiale, conseguendo il grado di maggiore al comando del III Battaglione del 260º Reggimento fanteria "Murge" nel 1917.
Nel 1920-1921 frequentò la Scuola di guerra dell'esercito di Torino, venendo riassegnato dapprima al comando del I Battaglione del 44º Reggimento fanteria "Forlì", e poi in servizio presso il Corpo d'armata di Milano.
Promosso tenente colonnello, dal 15 agosto 1927 fu assegnato al Corpo di Stato maggiore a Roma. Il 29 dicembre dello stesso anno sposò a Milano Giuseppina Capra.
Promosso al grado di colonnello il 15 dicembre 1934, comandò prima il 12º Reggimento fanteria "Casale", e poi insegnò presso l'Istituto superiore di guerra sino al maggio 1940. Essendo stato promosso generale di brigata dal 1º di gennaio di quell'anno, rimase a disposizione dello stesso ente sino al maggio 1941, quando partì per l'Africa Settentrionale Italiana.
Con l'ingresso in guerra del Regno d'Italia, avvenuta il 10 giugno 1940, fu assegnato in servizio, in qualità di vicecomandante, alla 25ª Divisione fanteria "Bologna". Ricoprì tale incarico sino al 16 luglio 1941 per passare poi a disposizione del Comando superiore FF. AA. Africa Settentrionale per incarichi speciali.
Rientrato in Patria, fu promosso generale di divisione il 16 settembre 1942 e assunse il comando, dal 10 ottobre seguente, della nuova 105ª Divisione fanteria "Rovigo", appena costituita e stazionante in Liguria.
Con Regio Decreto del 18 marzo 1943 fu nominato Ufficiale dell'Ordine dei Santi Maurizio e Lazzaro.
Il 9 settembre 1943, subito dopo la firma dell'armistizio con gli Alleati fu catturato dai tedeschi presso il comando della Divisione "Rovigo" a Riccò del Golfo, vicino a La Spezia e fu internato sino al 26 gennaio 1945 nel campo di concentramento 64/Z di Schokken in Polonia.

### Fonti
1. 1 2 3 4 5 6  Generals.
2. 1 2   familysearch.org,  https://www.familysearch.org/ark:/61903/3:1:3QS7-L9WR-5WRD?view=explore&groupId=M99J-PLQ&lang=it.